# Cichlasoma octofasciatum
Cichlasoma octofasciatum és una espècie de peix de la família dels cíclids i de l'ordre dels perciformes.

## Morfologia
Els mascles poden assolir els 25 cm de longitud total.

## Alimentació
Menja cucs, crustacis, insectes i peixos.

## Hàbitat
És una espècie de clima tropical entre 22 °C-30 °C de temperatura.

## Distribució geogràfica
Es troba al vessant atlàntic de Centreamèrica: des del riu Papaloapán (sud de Mèxic) fins al riu Ulua (Hondures).